# Світлиця (Березинський район)
Світлиця (біл. вёска Святліца) — село в складі Березинського району Мінської області, Білорусь. Село підпорядковане Березинській сільській раді, розташоване в східній частині області.